# Les Géorgiennes
Personnages
- Rhododendron, pacha
- Jolidin, sergent
- Poterno, caporal
- Boboli, ex gardien du sérail
- Cocobo, esclave
- Férosa
- Nani
- Alita
- Zaïda
- Géorgiens, Géorgiennes
- Icoglans

Les Géorgiennes est un « opéra-bouffon » en trois actes de Jacques Offenbach, sur un livret de Jules Moinaux, créé aux Variétés, salle Choiseul, le 16 mars 1864.

## Contexte et recréation
Cette œuvre a marqué la fin de la collaboration entre Moinaux et Offenbach.
La partition était réputée perdue, cependant en 2019 l'association Le Groupe Lyrique annonce la recréation d'après le manuscrit original des Géorgiennes avec l'Orchestre Bernard Thomas en décembre 2019 à l'Auditorium Saint-Germain à Paris.

## Résumé
Le pacha Rhododendron assiège la ville de Djégani, en Géorgie, avec ses trente-deux esclaves et ses trente-deux éléphants, pour réapprovisionner son harem. Au lieu de se battre contre les assaillants, les hommes de la ville se font porter malades. Outragées, les femmes décident de saisir le pouvoir sous la direction de Férosa aidée de Nani et de Zaida. Rhododendron parvient néanmoins à se mêler à elles sous l’accoutrement d’un tambour-major déserteur. Il est pourtant reconnu et condamné à être fusillé. Il réussit cependant à s'échapper de la ville, avec les hommes de Djégani, réfugiés à l’infirmerie. Ceux-ci parviennent à reconquérir la ville après y être rentrés sous le déguisement d'une bande de bohémiennes. Les femmes finiront par rendre le pouvoir aux hommes de Djégani une fois qu’ils se seront retournés contre le pacha Rhododendron.

## Réception
Les Géorgiennes fut représenté avec succès lors de sa création. 
En août 1867 La Revue et gazette musicale de fait état d'un excellent accueil des Géorgiennes à en Allemagne, plus particulièrement à Breslau. 
En 1874, "Un Monsieur de l'orchestre" raconte dans le Figaro que les Géorgiennes ont été données une centaine de représentations à New York: 
"Et, à propos d’éléphant, un de mes amis qui a longtemps habité l’Amérique, me racontait précisément tout à l’heure ce qui s’est passé à New-York lors des représentations des Géorgiennes d’Offenbach. 
Le théâtre de New-York avait emprunté, pour figurer dans l’opérette, un éléphant au Central-Park, le jardin zoologique de la ville.
C’était un éléphant admirablement dressé qui semblait éprouver un bonheur véritable à paraître en scène. La musique le charmait, l’éclat des costumes qui l’entouraient le rendait fou de joie et quand Mlle Aimée montait dans la petite pagode qu’il portait sur le dos, l’intelligent animal faisait décrire à sa trompe des courbes et des cercles qui traduisaient sa satisfaction, tandis que ses petits yeux noirs scintillaient de plaisir.
Mais voilà qu’au bout d’une centaine de représentations, les Géorgiennes quittent l’affiche. À la bouffonnerie d’Offenbach succède un drame bien noir : le Lac de Glenaston. (…)". 

## Appréciations
Selon Yon, le livret est « assez peu réussi et n’évite ni la banalité ni la facilité, ni même parfois la vulgarité ».
La musique d'Offenbach est très appréciée par B. Jouvin du Figaro lors de la création: 
"La partition des Géorgiennes est de Jacques Offenbach, qui s’est reposé, en la terminant, des grandes fatigues de son succès de Vienne. Il y a beaucoup de musique dans cet opéra à spectacle, et de cette musique où le pied qui s’agite, la tête qui se balance, le sourire approbateur semblent achever une mélodie heureusement commencée. C’est le triomphe d’Offenbach ; c’est son originalité, et il ne la partage avec personne."

## Distribution lors de la création
| Rôle               | Type de voix | Distribution lors de la première, le 16 mars 1864 (Chef d’orchestre : Jacques Offenbach) |
| ------------------ | ------------ | ---------------------------------------------------------------------------------------- |
| Rhododendron-Pacha | Baryton      | Pradeau                                                                                  |
| Jol-Hiddin         | Ténor        | Désiré                                                                                   |
| Boboli             | Ténor        | Léonce                                                                                   |
| Poterno            | Ténor        | Édouard George                                                                           |
| Cocobo             | Basse        | Duvernoy                                                                                 |
| Féroza             | Soprano      | Mlle de Saint-Urbain, puis Mme Ugalde                                                    |
| Nani               | Soprano      | Zulma Bouffar                                                                            |
| Alita              |              | Taffanel                                                                                 |
| Zaida              |              | Simon                                                                                    |
| Meleva             |              | Léonti                                                                                   |
| Mélano             |              | Deferté                                                                                  |
| Mirza              |              | Dallonde                                                                                 |
| Un tambour         |              | Ida Lange                                                                                |
| Autre tambour      |              | Mathilde                                                                                 |
| Un trompette       |              | Debar                                                                                    |
| Autre trompette    |              | Hortence                                                                                 |